# 抱きしめたい (Kの曲)
「抱きしめたい 」（だきしめたい）は、2005年5月11日にリリースした韓国人歌手・Kの、日本で2枚目のシングル。

## 収録曲
1. 抱きしめたい
  - コーセーコスメポート「サロンスタイル」CMソング
2. memories
3. Just Once
4. 抱きしめたい（VOCALLESS）